# È fuggita una stella
È fuggita una stella (Song of the Open Road) è un film statunitense del 1944 diretto da S. Sylvan Simon.
Nell'ambito dei Premi Oscar 1945 il film ha ricevuto tre candidature, nelle categorie "Best Music, Original Song" (per Too Much in Love), "Best Music, Scoring of a Musical Picture" e "Best Art Direction, Black and White".